# Operação Carta Branca

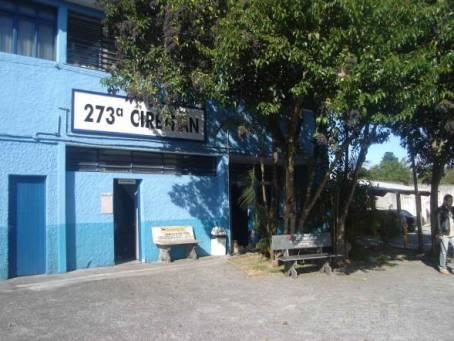
273ª Ciretran - Ferraz de Vasconcelos, onde o esquema era chefiado

Operação Carta Branca refere-se ao uma operação do Ministério Público de São Paulo e da Polícia Rodoviária Federal que desmantelou suposta quadrilha responsável por esquema de corrupção no Detran de São Paulo. O esquema foi descoberto em Ferraz de Vasconcelos, cidade da Grande São Paulo.
Médicos, donos de autoescolas, despachantes, funcionários da prefeitura de Ferraz de Vasconcelos, psicólogos e o delegado titular do município foram detidos. A quadrilha é acusada pelo Ministério Público de ter emitido 1.231 carteiras de habilitação ideologicamente falsificadas e enviado para 8 estados do Brasil. O bando movimentou R$ 1,3 mi em 2 anos. O esquema foi descoberto a partir de fiscalizações da Polícia Rodoviária Federal.

## Funcionamento
1 - As pessoas que queriam adquirir as habilitações falsas, principalmente do estado de Minas Gerais, faziam os pedidos às autoescolas por meio de terceiros e pagavam entre R$1.800 e R$2.000.
2 - As habilitações eram emitidas pelo delegado titular de Ferraz de Vasconcelos, depois que o processo (comprovantes de exames médicos e psicotécnico, comprovantes de aulas teóricas e práticas, digitais de silicone e etc) era adulterado pelas autoescolas e por médicos.
3 - Depois de emitidas, eram enviadas pelos Correios, e em alguns casos, com erros gritantes: Um dos clientes do bando, chamado Joal, era analfabeto, não sabia nem assinar o próprio nome e, ao invés da funcionária (letra feminina) assinar "Joal", assinou "João".

## Investigações

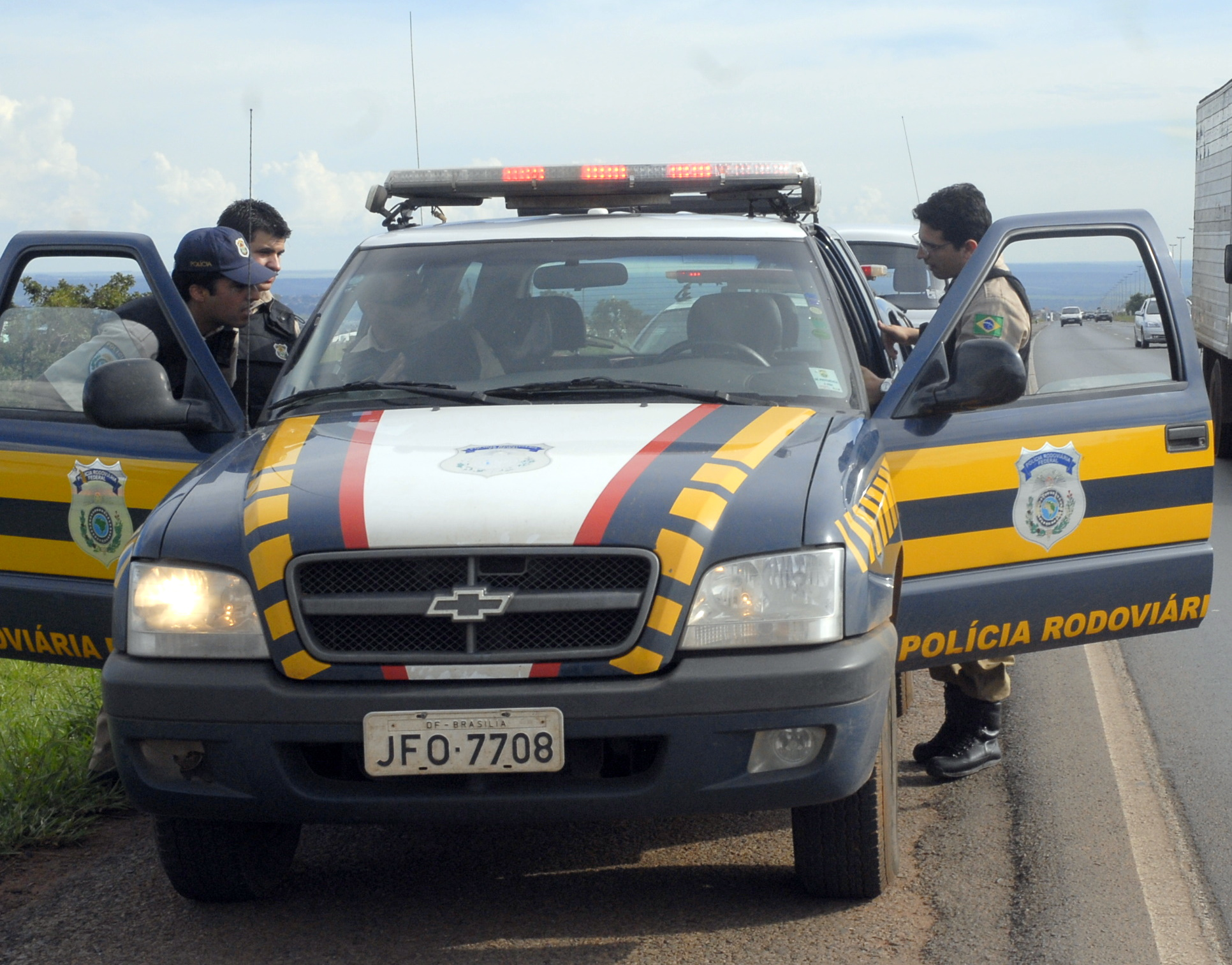
O esquema de corrupção começou a ser descoberto a partir de operações de rotina da Polícia Rodoviária Federal em Campo Grande, Mato Grosso do Sul

Foram erros como os mostrados na seção anterior que despertaram a atenção da Polícia Rodoviária Federal, que iniciou junto com o Ministério Público investigações para identificar a origem das CNH's falsas; tais motoristas se envolviam em acidentes, inclusive com vítimas, ou eram abordados em operações de rotina.  Em uma das escutas, fica evidente a frieza dos acusados em relação aos acidentes com vítima provocados por seus clientes e seus esforços para evitar que o esquema fosse descoberto: Sandro Rodrigues Lanutti Villanova e Elaine Gavazzi, ambos proprietários de autoescola e presos, discutem como evitar que o caso em que um cliente da quadrilha provocou um acidente em Brás Cubas, Mogi das Cruzes, viesse à tona. Eles combinam uma versão que o homem teria o "pé torto" e por isso provocou o acidente.

### Resultados
21 pessoas que compunham a suposta quadrilha foram presas no início da operação:
- Juarez Pereira Campos (delegado titular de Ferraz de Vasconcelos)
- Ana Lúcia Máximo Campos (esposa de Juarez e proprietária de duas autoescolas)
- Flávio de Almeida Fernandes (sócio de Ana Lúcia)
- Paulo Luís Batista (despachante)
- Marcus Vinicius Coelho (funcionário da Prefeitura de Ferraz de Vasconcelos)
- Miguel Antônio Pereira (proprietário de três autoescolas)
- Alessandra de Souza Santos Barbosa (funcionária de autoescola)
- José Antônio Gregório da Silva (despachante responsável pela distribuição para todo o País)
- Elaine Gavazzi (proprietária de autoescola)
- Cátia Campos Iglesias (funcionária de autoescola)
- Sandro Rodrigues Lanutti Villanova (proprietário de autoescola)
- Ademar Quadros Fernandes (proprietário de autoescola)
- Mauro Pereira Lobo (proprietário de autoescola)
- Roseli Aparecida de Souza (proprietária de autoescola)
- Rosana Maria Gerotto de Azevedo (médica)
- Maria Ângela Ferreira (psicóloga)
- Vanessa Santos Silva (psicóloga)
- Fernando José Gomes (delegado de Ferraz de Vasconcelos)
- Ulisses da Silva Leite (investigador)
- Jalson Benedito de Paula (escrivão)

Antes mesmo do término das investigações, a Polícia Civil de São Paulo afastou de seus cargos o corregedor do Detran e dois delegados. No dia seguinte, com a análise de documentos apreendidos, surgiram suspeitas de que a Delegacia Seccional de Mogi das Cruzes receberia pagamentos semanais de propina. Outros 14 delegados, das seguintes cidades, foram afastados: Bertioga, Itanhaém, Santos, São Vicente, Arujá, Caieiras, Cajamar, Carapicuíba, Cotia, Itaquaquecetuba, Mairiporã, Mauá, Poá e Santo André. O Ministério Público só não pediu a prorrogação da prisão de duas mulheres, funcionárias de autoescolas.
Em dezembro de 2011, por decreto do Governador Geraldo Alckmin, os delegados Juarez Pereira Campos e Fernando José Gomes, os investigadores Johnson Benedito de Paula e Aparecido da Silva Santos, além do escrivão Ulisses da Silva Leite, foram demitidos a bem do serviço público. Além disso, foram cassadas as aponsentadorias de Juarez e Aparecido.

## Habeas Corpus
No dia 09 de Julho de 2008, o ministro do Supremo Tribunal Federal, Gilmar Mendes, deferiu liminar em pedido de habeas corpus (HC n. 95227) e determinou a expedição de alvará de soltura em favor de um dos suspeitos. Posteriormente, analisando os diversos pedidos de extensão formulados pelos demais suspeitos presos, o ministro deferiu os requerimentos e determinou a expedição de alvarás de soltura. Em 26 de agosto de 2008, o Ministério Público Federal, por intermédio da Procuradoria-Geral da República, entregou seu parecer concordando com a soltura de todos os supeitos.